# Jan z Luny
Blahoslavený Jan z Luny (? – 1422, Marseille) byl španělský řeholník Řádu mercedariánských rytířů a mučedník.

## Život
Byl potomkem hrabat z Morady, který roku 1400 vstoupil do kláštera svatého Lazara v Zaragoze. Spolu s bl. Bernardem z Rebolleda byli roku 1422 posláni vykupovat otroky do Afriky a při cestě byli přepadeni Maury kteří jeho a Bernarda zajali a převezli je do Marseille kde po krutém mučení zemřeli.
Jeho svátek je oslavován 30. prosince.